# In extremis (film, 2000)
Pour les articles homonymes, voir In extremis.
Pour plus de détails, voir Fiche technique et Distribution.
In extremis est un film français réalisé par Étienne Faure et sorti en 2000.

## Synopsis
Thomas, vingt-cinq ans, ne s’est jamais remis de la disparition de ses parents avec ceux de son amie Anne lors d’une randonnée dans les Alpes. Thomas, à l’abri du besoin, est issu de parents soixante-huitards et mène de ce fait une vie sans illusions auprès de Caroline, une femme plus âgée, mère de Grégoire, 7 ans. Lorsque Caroline meurt accidentellement, l’administration place l’enfant dans un foyer en refusant sa garde à Thomas. Le petit Grégoire n’aspire qu’à vivre avec Thomas, mais ce dernier, traumatisé et en plein désarroi, tout en lui promettant d’effectuer les démarches d’adoption, s’oublie dans la débauche. Pour tenir sa promesse, Thomas devra recourir aux extrêmes en enlevant Grégoire puis en se réfugiant chez sa chère amie Anne. Le sort semble répéter l’histoire tragique de Thomas et d’Anne lorsque celle-ci chute mortellement sur les hauteurs d’Ibiza où le trio s’était retiré.

## Fiche technique
- Titre original : In extremis
- Réalisation : Étienne Faure
- Scénario : Étienne Faure
- Musique : V2 Music
- Direction de la photographie : Vincent Mathias
- Assistant Réalisateur : Patrick Hernandez
- Son : Xavier Piroelle
- Montage : Axelle Mallavieille
- Décors : Nicolas de Boiscuillé
- Costumes : Zazou Gruss
- Pays d'origine :  France
- Langue de tournage : français
- Producteurs : Patrick Hernandez, Charles Debost, Étienne Faure, Christophe Koszareck, Yann Moaligou
- Sociétés de production : Alliance International, Boomerang Productions, Kaméléon Productions, The End
- Sociétés de distribution : Odessa Films, Films Distribution
- Format : couleur — 35 mm — 1.85:1 — son Dolby SR
- Genre : drame
- Durée : 110 minutes
- Date de sortie :
  - France : 12 avril 2000

## Distribution
- Sébastien Roch : Thomas
- Julie Depardieu : Anne
- Jérémy Sanguinetti : Grégoire
- Christine Boisson : Caroline
- Jean-Claude Brialy : l'avocat
- Aurélien Wiik : Vincent
- Candice Hugo : Géraldine
- Delphine Chanéac : Sophie
- Rosette : la femme de la DDASS
- Cyrille Thouvenin : Homme en noir

## Vidéographie
- 2002 : In extremis + bonus (4 courts métrages, Les Paroles invisibles, Tous les garçons, La Fin de la nuit, À la recherche de Tadzio + À propos d’Étienne Faure + photo galerie commentée), 1 DVD PAL Antiprod Distribution